# Лихачёво (Долгопрудный)
Лихачёво — бывшее село (позднее деревня), ныне микрорайон в составе города Долгопрудного Московской области. Расположен на берегу канала имени Москвы, на участке, известном под названием Глубокая выемка. На противоположном берегу канала — микрорайон Старбеево города Химки.

## История
Возникло в XVI веке как поместье окольничего князя П. И. Татева.
В 1862 году Лихачёво упоминается как сельцо, приписанное к казенному ведомству, при прудах, в 16 верстах от Москвы по Рогачевской дороге.
В 1912 году Лихачёво (Монашино) упомянуто уже как деревня, в которой было 42 двора, земское училище на 70-80 учеников и чайная лавка.
В ноябре-декабре 1941 года по Лихачёвскому тракту, через деревню, двигались войска Красной Армии, чтобы начать наступление в районе Красной Поляны.
В 1950 годы в состав деревни были включены несколько домов пришедшей в упадок деревни Гнилуши. До 1954 года существовал Лихачёвский сельсовет.
Как административная единица деревня Лихачёво прекратила своё существование в 1963 году, войдя в состав Долгопрудного.
В 2008 году, в связи с расширением Лихачёвского шоссе, историческая деревня была практически полностью снесена, сохранились лишь несколько домов, кладбище и три церкви (Храмы Георгия Победоносца, Живоначальной Троицы и Казанский собор).
Вокруг деревни, вдоль Лихачёвского шоссе, массово возводятся посёлки таунхаусов.